# Sejm zwyczajny 1748
Sejm 1748 – sejm zwyczajny I Rzeczypospolitej, został zwołany 10 czerwca 1748 do Warszawy.
Sejmiki przedsejmowe w województwach odbyły się 19 sierpnia, a sejmik zatorski 12 sierpnia i sejmik powtórny kijowski 7 września 1748 roku. 
Marszałkiem sejmu obrano Wojciecha Siemieńskiego, referendarza koronnego. 
Obrady sejmu trwały od 30 września do 9 listopada 1748 roku.